# Velká Bukovina
Obec Velká Bukovina (německy Gross Bocken) se nachází v okrese Děčín v Ústeckém kraji. Žije v ní 515 obyvatel.

## Historie
První písemná zmínka pochází z roku 1454, kdy vesnice patřila Janovi z Vartenberka, synovi Zikmunda z Vartenberka. Vartenberkové získali Velkou Bukovinu v roce 1428, kdy Jindřich Berka z Dubé na Vildenštejně prodal Žandov a Českou Kamenici Zikmundovi z Vartenberka. Původně bylo toto území kolonizováno Ronovci, konkrétně pány z Klinštejna.
V roce 1638 získali Žandov s okolním územím bratři Přibík a Petr Týnští z Týna, kteří si ve Velké Bukovině vybudovali tvrz a zřídili samostatný statek.

## Obyvatelstvo
|                                                       | 1869  | 1880  | 1890 | 1900 | 1910 | 1921 | 1930 | 1950 | 1961 | 1970 | 1980 | 1991 | 2001 | 2011 |
| ----------------------------------------------------- | ----- | ----- | ---- | ---- | ---- | ---- | ---- | ---- | ---- | ---- | ---- | ---- | ---- | ---- |
| Obyvatelé                                             | 1 077 | 1 026 | 964  | 902  | 891  | 869  | 874  | 423  | 428  | 372  | 339  | 271  | 278  | 288  |
| Domy                                                  | 169   | 111   | 177  | 177  | 176  | 175  | 176  | 126  | 124  | 94   | 88   | 78   | 111  | 114  |
| Data z roku 1961 zahrnují domy místní části Karlovka. |       |       |      |      |      |      |      |      |      |      |      |      |      |      |

## Pamětihodnosti
- Tvrz Velká Bukovina
- Venkovská usedlost čp. 8, která je evidována mezi ohroženýmni památkami v Ústeckém kraji,[7] a usedlost čp. 65

## Části obce
- Velká Bukovina
- Karlovka
- Malá Bukovina